# Любен Георгиев (актьор)
Вижте пояснителната страница за други личности с името Любен Георгиев.
Любен Георгиев Пенчев е български драматичен актьор.

## Биография
Роден е в Русе на 20 май 1884 г. Дебютира през 1902 г. с ролята на Мравката в „Хъшове“ на Иван Вазов в пътуващата трупа на Матей Икономов. През 1903-1904 г. е част от пътуващия театър „Роза Попова“. През 1905 г. учи театрално изкуство в Загребския държавен театър. След завръщането си в България играе в Пловдивски драматичен театър. По време на Първата световна война играе във Военен театър при Пета дивизия. Работи в театрите в Русе, Бургас и Враца. През 1939 г. е част от Софийски драматичен театър на Кирил Донев и Театър за малките в София. През 1940 г. играе в театър „Комедия“. През 1941-1942 г. работи в Скопски народен театър, а след това във Варненски драматичен театър и Народен театър на младежта. Почива на 30 април 1954 г. в София.

## Роли
Любен Георгиев играе множество роли, по-значимите са:
- Аркашка – „Лес“ от Александър Островски
- Никита – „Силата на мрака“ от Лев Толстой
- Актьорът – „На дъното“ от Максим Горки
- Джепето – „Пинокио“ от Карло Колоди
- Деспот Слав и Кир Тодор – „Борислав“ от Иван Вазов
- Исак – „Иванко“ от Васил Друмев
- Оргон – „Тартюф“ от Молиер[1]